# Hromivka, Starokosteantîniv
Hromivka (în ucraineană Громівка) este un sat în comuna Ohiivți din raionul Starokosteantîniv, regiunea Hmelnîțkîi, Ucraina.

## Demografie
Componența lingvistică a localității Hromivka
     Ucraineană (98,37%)
     Rusă (1,63%)
Conform recensământului din 2001, majoritatea populației localității Hromivka era vorbitoare de ucraineană (98,37%), existând în minoritate și vorbitori de rusă (1,63%).